# فيلاكارايدو
بلدية فيلاكارايدو (بالإسبانية: Villacarriedo)‏، هي إحدى بلديات منطقة كانتابريا, المصنفة على أنها مقاطعة أيضاً، في شمال إسبانيا.
يبلغ عدد سكانها 1.756 نسمة وفقاً لإحصائية سنة (2002).